# 小行星1598
小行星1598（1598 Paloque）是一颗围绕太阳公转的小行星。1950年2月11日，路易·博耶在阿尔及尔发现了此天体。
該小行星以法國天文學家埃米爾·帕洛克（Émile Paloque）命名。
这颗小行星的绝对星等为300.34147等。